# نالاگین، استرالیای غربی
نالاگین (به انگلیسی: Nullagine) یک شهرک در استرالیا است که در استرالیای غربی واقع شده‌است.